# Deutsche Poolbillard-Meisterschaft 1986 (Senioren)
Die Deutsche Poolbillard-Meisterschaft 1986 war die zweite Austragung zur Ermittlung der nationalen Meistertitel der Senioren in der Billardvariante Poolbillard. Sie wurde in Cloppenburg ausgetragen.
Es wurden die Deutschen Meister in den Disziplinen 14/1 endlos, 8-Ball, 8-Ball-Pokal und erstmals auch in der Disziplin 9-Ball ermittelt.

## Medaillengewinner
| Disziplin    | Gold                           | Silber                         | Bronze                          | 4. Platz                            |
| ------------ | ------------------------------ | ------------------------------ | ------------------------------- | ----------------------------------- |
| 14/1 endlos  | Roy Laird (BCV Kaiserslautern) | Dieter Peetz (BSV Berlin)      | Manfred Mertel (Iserlohn)       | Walter Thielemann (Übach-Palenberg) |
| 8-Ball       | Dieter Peetz (BSV Berlin)      | Roy Laird (BCV Kaiserslautern) | Jeff Van Swamen (BC Alsdorf)    | Josef Brand (PBV Rhein Ruhr)        |
| 9-Ball       | Roy Laird (BCV Kaiserslautern) | Horst Vondenhoff (BC Alsdorf)  | Klaus Krämer (BC Aschaffenburg) | Heinz Beckers (BU Mönchengladbach)  |
| 8-Ball-Pokal | Peter Roll (Berlin)            | Rochus Steinbeck (Aachen)      | Werner Telaar (Rhein-Ruhr)      | Manfred Perlin (Kamp-Lintfort)      |